# Castri di Lecce
Castri di Lecce, connu comme Castrì di Lecce, est une commune de la province de Lecce dans les Pouilles en Italie.

## Étymologie
Le nom Castri di Lecce dérive du latin castrum. L'administration communale a changé le nom en Castri.

## Administration
| Période                                  | Période  | Identité            | Étiquette     | Qualité |
| ---------------------------------------- | -------- | ------------------- | ------------- | ------- |
| 15 juin 2004                             | En cours | Luigi Rosario Bruno | Centro-Destra |         |
| Les données manquantes sont à compléter. |          |                     |               |         |

### Communes limitrophes
Calimera, Caprarica di Lecce, Lizzanello, Vernole